# Кроствиц
Кроствиц или Хро́счицы (нем. Crostwitz; в.-луж. Chrósćicy) — деревня и коммуна в Германии, районный центр, расположен в земле Саксония. Подчиняется административному округу Дрезден. Входит в состав района Баутцен. Подчиняется управлению Ам Клостервассер. Занимает площадь 13,32 км². Официальный код района — 14 2 92 090.
Община подразделяется на 6 сельских округов.
Входит в состав культурно-территориальной автономии «Лужицкая поселенческая область», на территории которой действуют законодательные акты земель Саксонии и Бранденбурга, содействующие сохранению лужицких языков и культуры лужичан. Официальным языком в населённом пункте, помимо немецкого, является лужицкий.

## Сельские округа
- Казериц (Kozarcy)
- Копшин (Kopšin)
- Кроствиц (Chrósćicy)
- Нукниц (Nuknica)
- Праутиц (Prawoćicy)
- Хорка (Hórki)

## Население
Население составляет 1069 человек (на 31 декабря 2010 года).
Демографические и статистические сведения

## Известные жители и уроженцы
- Кох, Юрий (род. 1936) — лужицкий писатель, журналист, драматург и переводчик